# 反応性イオンエッチング
反応性イオンエッチング (はんのうせいイオンエッチング、Reactive Ion Etching; RIE) はドライエッチングに分類される微細加工技術の一つである。
原理としては、反応室内でエッチングガスにマイクロ波等の電磁波を照射することによりプラズマ化し、同時に試料を置く陰極に高周波電圧を印加する。すると試料とプラズマの間に自己バイアス電位が生じ、プラズマ中のイオン種やラジカル種が試料方向に加速されて衝突する。その際、イオンによるスパッタリングと、エッチングガスの化学反応が同時に起こり、微細加工に適した高い精度でのエッチングが行える。
通常のドライエッチングと違い、異方性エッチングも出来ることが特徴である。
磁性体は反応性イオンエッチングの難しい遷移金属元素を主成分としており、さらに多くは多結晶体であるため、化学的組成や結晶構造の違いを問題としない汎用プロセスの開発が難しく実用化への障壁となっていた。一酸化炭素（CO）ガスを用いたプラズマにアンモニア（NH3）ガスを加えたことでCOプラズマで鉄のエッチングを試みると不均化反応によってCOがCとCO2に分かれて鉄と反応することで蒸発しにくい炭化鉄が生成されるが、NH3ガスを加えるとCOのまま鉄と反応するため、蒸発しやすい鉄カルボニルが生成され、エッチングが可能になる。

## プラズマ発生法による分類
- 容量結合型(平行平板型)(CCP-RIE:Capacitive Coupled Plasma-RIE)
- 誘導結合型(ICP-RIE:Inductive Coupled Plasma-RIE)
- ECR-RIE(Electron Cyclotron Resonance-RIE)